# فلوتازولام
فلوتازولام (انگلیسی: Flutazolam) (نام تجاری Coreminal) دارویی است که از مشتقات بنزودیازپین است. این دارو در ژاپن ساخته شد. این دارو دارای اثرات آرام بخش، شل کننده عضلانی، ضد تشنج و ضد اضطراب است که مشابه اثرات تولید شده توسط سایر مشتقات بنزودیازپین است، و اگرچه تقریباً همان قدرت دیازپام است، اما باعث ایجاد آرامش بیشتر و اختلال در هماهنگی می شود. برای درمان بی خوابی اندیکاسیون دارد. متابولیت اصلی فعال آن ان-دس‌آلکیل فلورازپام است که با نام نورفلورازپام نیز شناخته می شود، که همچنین متابولیت اصلی فلورازپام (نام تجاری Dalmane) است. در حالی که فلوتازولام نیمه عمر بسیار کوتاهی دارد که فقط ۳.۵ ساعت است، n-desalkylflurazepam نیمه عمر طولانی بین ۴۷ تا ۱۰۰ ساعت دارد.
فلوتازولام از نظر ساختار با بنزودیازپین دیگری به نام هالوکسازولام ارتباط نزدیک دارد.